# 哈斯商学院
哈斯商学院（英語：Walter A. Haas School of Business）是加州大學柏克萊分校的商学院。

## 历史
1898年成立，是美国最早成立的商学院之一，也是美国公立大学的第一所商学院。

## 画廊

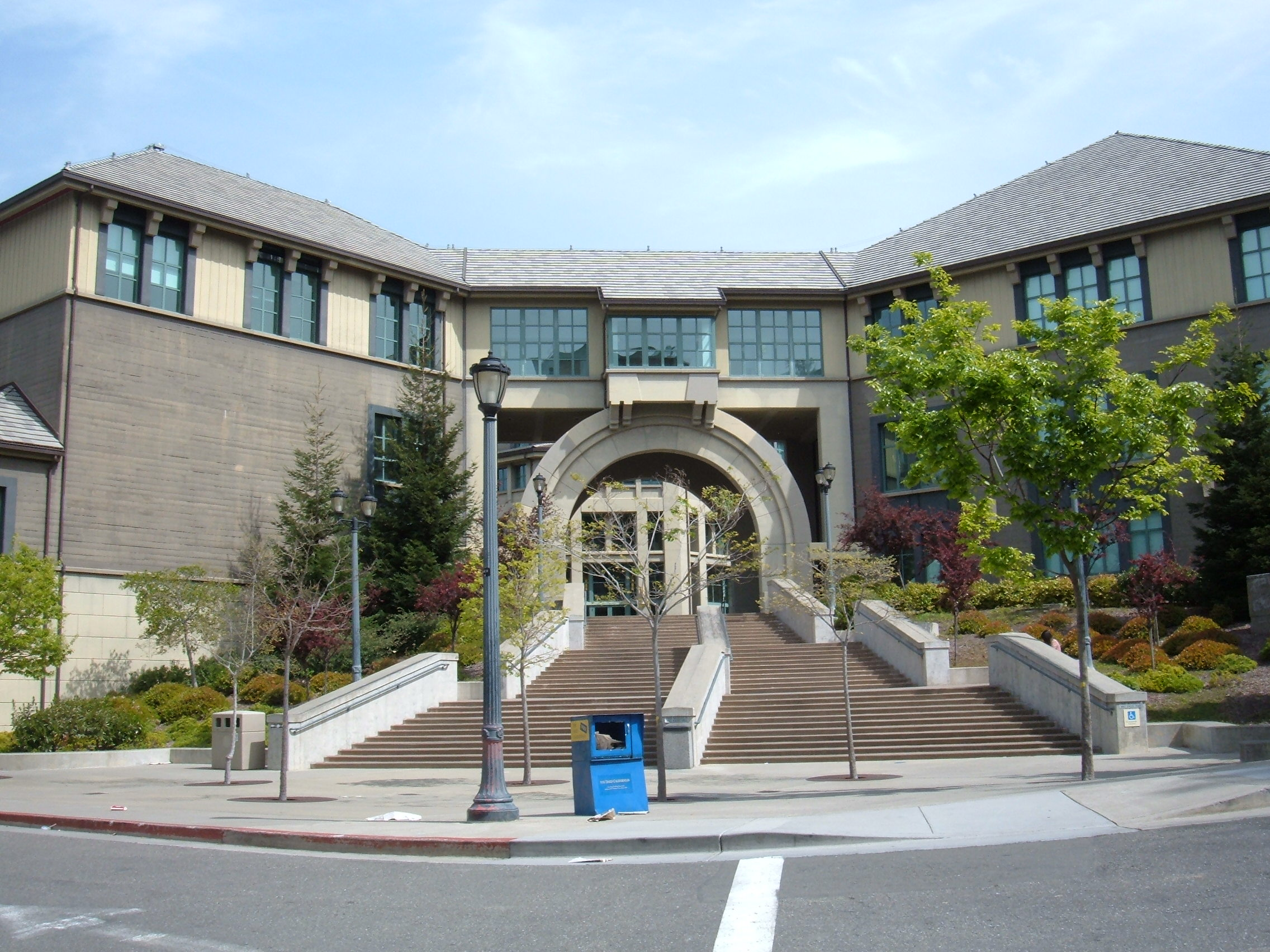
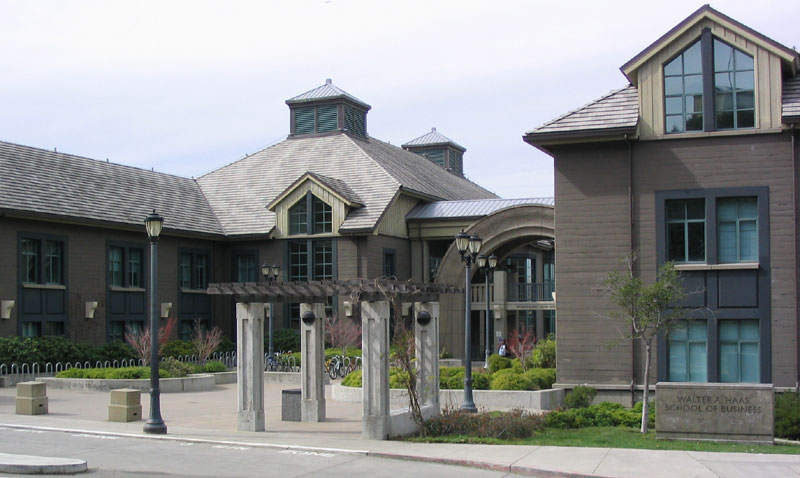